# Агілізавр
Агілізавр ( Agilisaurus) — рід вимерлих птахотазових динозаврів з групи Neornithischia, що жили в середньому юрському періоді (близько 171,6-167,7 млн років тому), на території нинішньої Азії. Скам'янілості були знайдені в провінції Сичуань у Китаї. Вперше описаний палеонтологом Пенго в 1990 році. Представлений одним видом — Agilisaurus louderbacki.